# Lazeric Jones
Pour les articles homonymes, voir Jones.
Lazeric Deleon Jones, né le 11 août 1990 à Chicago dans l'Illinois, est un joueur américain de basket-ball.